# 1850 Kohoutek
Az 1850 Kohoutek (ideiglenes jelöléssel 1942 EN) a Naprendszer kisbolygóövében található aszteroida. Karl Wilhelm Reinmuth fedezte fel 1942. március 23-án, Heidelbergben. Nevét Luboš Kohoutek cseh csillagász tiszteletére kapta.